# Väddö socken
Väddö socken i Uppland ingick i Väddö och Häverö skeppslag, ingår sedan 1971 i Norrtälje kommun och motsvarar från 2016 Väddö distrikt.
Socknens areal är 147,74 kvadratkilometer, varav 142,15 land. År 2000 fanns här 3 062 invånare.  Tätorterna Grisslehamn och Älmsta samt sockenkyrkan Väddö kyrka ligger i socknen.  

## Administrativ historik
Socknen har medeltida ursprung. 
Vid kommunreformen 1862 övergick socknens ansvar för de kyrkliga frågorna till Väddö församling och för de borgerliga frågorna till Väddö landskommun. Landskommunen utökades 1952 och uppgick 1971 i Norrtälje kommun. Församlingen uppgick 2014 i Väddö och Björkö-Arholma församling, från 2018 benämnd Väddaö församling.
1 januari 2016 inrättades distriktet Väddö, med samma omfattning som församlingen hade 1999/2000.  
Socknen har tillhört län, fögderier, tingslag och domsagor enligt vad som beskrivs i artikeln Väddö och Häverö skeppslag. De indelta soldaterna tillhörde Livregementets dragonkår, Roslags skvadron. De indelta båtsmännen tillhörde Norra Roslags 2:a båtsmanskompani.

## Geografi
Väddö socken ligger nordost om Norrtälje och omfattar merparten av ön Väddö samt områden på fastlandet längs Väddöviken (Ortalaviken) och Väddö kanal. Socknen är berglänt med en förkastningsbrant i öster och med viss odlingsbygd väster därom.

### Geografisk avgränsning
Socknen avgränsas i norr av Fogdö ström och i öster av Ålands hav. I väster avgränsas socknen till en del av Väddöviken (Ortalaviken), men i höjd med Semmersby viker socknen av in på fastlandet och omsluter ett område på fastlandet med bland annat sjön Bornan och byarna Ortala, Massum, Husinge, västra Älmsta, Gåsvik samt Boda innan gränsen åter faller ut i havet i Bagghusfjärden i höjd med Studsboda. Socknen avgränsas här av Bagghusfjärden samt Björköfjärden, varefter gränsen går tvärs över Björkö längs "linjen" Lervik-Skäret, där sockengränsen slutar i Ålands hav. Inom socknens område ligger Barnens ö samt på Väddö bland annat orterna Rangarnö, Sandviken, Gamla Grisslehamn, Havsängen, Nothamn med flera orter upp till Grisslehamn.

## Fornlämningar
Från bronsåldern finns spridda gravrösen i kustläge. Från järnåldern finns 43 gravfält och en fornborg. Två runstenar finns i socknen.

## Namnet
Namnet som kommer från önamnet skrevs 1376 Wæddø och innehåller vedha, 'jaga, fiska'.